# Sergei Donatowitsch Dowlatow
Sergei Donatowitsch Dowlatow (russisch Сергей Донатович Довлатов, wiss. Transliteration Sergej Donatovič Dovlatov; * 3. September 1941 in Ufa; † 24. August 1990 in New York City) war ein russischer Schriftsteller.

## Leben
Dowlatow wurde 1941 in Ufa, Sowjetunion, geboren, wohin seine Familie während des Zweiten Weltkrieges evakuiert worden war. Sein jüdischer Vater war der Theaterregisseur Donat Isaakowitsch Metschik (1909–1995), seine armenische Mutter war die Schauspielerin und spätere Korrektorin Nora Sergejewna Dowlatowa (1908–1999).  Nach 1945 lebte er mit seiner Familie in Leningrad. Dowlatow studierte Philologie an der Leningrader Universität, wurde aber nach zweieinhalb Jahren exmatrikuliert. Er diente in der Roten Armee in der Wache der strengen Gefängnislager in der Republik Komi. Von 1972 bis 1975 verdiente er seinen Lebensunterhalt als Journalist bei der Tallinner Zeitung Sowjetisches Estland, im Sommer führte er zudem Touristen durch die Puschkin-Gedenkstätten nahe Pskow.
Zahlreiche Versuche Dowlatows, seine Prosa in den sowjetischen Zeitschriften zu publizieren, waren vergebens. Der (Druck-)Satz seines ersten Buches wurde auf Befehl des KGB vernichtet. Nach der Veröffentlichung einiger Geschichten von Dowlatow in westlichen Zeitschriften wie Continent, Time und We 1976 wurde er aus dem Journalisten-Verband der UdSSR ausgeschlossen.
1978 verließ er die Sowjetunion und ging mit seiner Familie nach New York, wo er später The New American, eine liberale, russischsprachige Zeitung für Immigranten, mit herausgab. Mitte der 1980er Jahre erzielte Dowlatow schließlich seinen größten Erfolg als Schriftsteller, als er in den angesehenen Magazinen The New Yorker und Partisan Review publizierte. Dowlatow starb am 24. August 1990 in New York City und wurde am Friedhof Mount Hebron beigesetzt.
In seiner zwölfjährigen Zeit als Emigrant gab Sergei Dowlatow zwölf Bücher in den USA und in Europa heraus. In der Sowjetunion war er durch den Samizdat und Radio Swoboda bekannt. Nach dem Zerfall der Sowjetunion wurden zahlreiche Sammlungen seiner Kurzgeschichten auch in Russland veröffentlicht.
Die Zone, Der Koffer, Sapowednik und Erzählungen (Rasskasy) stehen auf der im Januar 2013 veröffentlichten russischen Leseempfehlungsliste  100 Bücher für Schüler.
Zitat: „Ähnlich möchte ich nur Tschechow sein“.

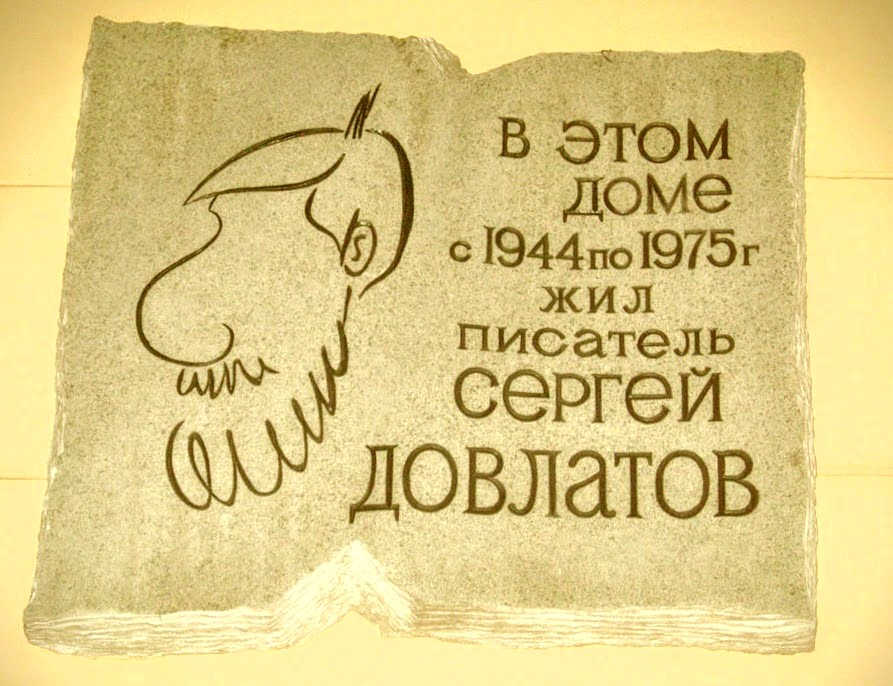
Gedenktafel am Haus von Dowlatow in Sankt-Petersburg (Russland), Rubinstein-Straße, wo er von 1944 bis 1975 lebte

## Werke
Veröffentlichungen zu Lebzeiten
- Das unsichtbare Buch (Невидимая книга) – Аnn Arbor: Ardis, 1977
- Solo na underwude: Notizbücher (Соло на ундервуде: Записные книжки) – Paris: Третья волна, 1980.
- Der Kompromiss (Компромисс) – New York: Knopf, 1981.
- Die Zone: Aufzeichnungen eines Aufsehers (Зона: Записки надзирателя), 1982 (trans. New York: Knopf, 1985)
- Sapowednik (Заповедник), 1983 (trans. Berkeley, CA: Counterpoint, 2014)
- Marsch der Einsamen (Марш одиноких) – Holyoke: New England Publishing Co, 1983.
- Die Unsren (Наши) – Ann Arbor: Ардис, 1983.
- Demarche der Enthusiasten (Демарш энтузиастов) (zusammen mit Vagrich Bakhchanyan und N. Sagalovskij) – Paris: Синтаксис, 1985.
- Handwerk: Eine Geschichte in zwei Teilen (Ремесло: Повесть в двух частях) – Ann Arbor: Ардис, 1985.
- Inostranka (Иностранка) – New York: Russica Publishers, 1986.
- Der Koffer (Чемодан) – Tenafly: Эрмитаж, 1986.
- Predstawlenije (Представление) – New York: Russica Publishers, 1987.
- Nicht nur Brodsky: Russische Kultur in Porträts und Anekdoten (He только Бродский: Русская культура в портретах и в анекдотах) (zusammen mit M. Volkova) – New York: Слово – Word, 1988.
- Notizbücher (Записные книжки) – New York: Слово – Word, 1990.
- Die Filiale (Филиал) – New York: Слово – Word, 1990.

Auf Deutsch erschienene Werke
- Die Unsren. Ein russisches Familienalbum. (Naši.) S. Fischer, Frankfurt am Main 1990, ISBN 3-10-015308-1.
- Der Koffer. (Čemodan.) DuMont, Köln 2008, ISBN 978-3-8321-8073-7.
- Der Kompromiss. (Kompromiss.) Pano-Verlag, Zürich 2008, ISBN 978-3-907576-97-7.

## Filmografie
- Alexei German (Drehbuch, Produktion): Dowlatow. Die Filmbiografie über Dowlatows Alltag im Jahr 1971 in Leningrad. Russland, En, De, 2018; 126 Min